# 竹内茂訓
竹内 茂訓 （たけうち しげのり、1987年8月8日　- ）は、日本の俳優、ドラマー、ワインソムリエ、SE。新潟県出身。フリーランス、クリエイターユニットP-kraft所属。以前は芸能事務所LIBERA、テンカラットアプレ事業部に所属していた。

## 出演

### 映画
- 『ボックス!』(監督:李闘士男)
- 『アワ・ブリーフ・エタニティ/OUR BRIEF ETERNITY』（監督:福島拓哉）東京国際映画祭日本映画、フランクフルト・ニッポンコネクション、バルセロナ・アジア映画祭ほか
- 『軽蔑』(監督:廣木隆一)
- 『モダン・ラブ（MODERN LOVE）』（監督:福島拓哉）ニース国際映画祭コンペティション部門上映、ハンブルク日本映画祭上映、マドリッド国際映画祭、アムステルダム国際フィルムメイカー映画祭正式出品、サウステキサス国際映画祭上映、ジャカルタ国際フィルム＆アートフェスティバル上映、セブ国際映画祭上映、グアム国際映画祭正式出品、カーディフ国際映画祭上映、デリー国際芸術祭正式出品、アートハウス・アジア映画祭正式出品、ロンドン国際映画祭上映

### テレビ
- 『王様のブランチ』
- 『マイ☆ボス マイ☆ヒーロー』

### 雑誌
- 『BiDaN』
- 『Fine』
- 『Love颱』